# Због тебе (албум Индире Радић)
Због тебе је други албум Индире Радић, издат 1993. године за продукцијску кућу Јужни ветар. Најпопуларнија на албуму била је песма Тужна врбо.

## Песме
На албуму се налазе следеће песме: